# Врасский, Пётр Алексеевич
Пётр Алексеевич Враский (Врасский) (1804—1893) — генерал-майор с 1860 года.

## Биография
Родился 21 августа 1804 года. Воспитывался в Пажеском корпусе, откуда из пажей 6 августа 1824 года произведен в корнеты лейб-гвардейского Кирасирского Её Величества полка. В 1826 году произведен в поручики. 25 декабря 1829 переведен в Кавалергардский полк, с которым участвовал в подавлении Польского восстания в 1831 году.
В 1834 году произведен в штабс-ротмистры. В 1834 и 1835 гг. командирован за покупкой ремонта для полка. В 1835 году произведен в ротмистры. С 6 сентября 1836 года по 16 апреля 1838 года командовал 6-м эскадроном. 4 апреля 1838 года переведен в лейб-гвардии Кирасирский полк подполковником.
3 июня 1842 года уволен в бессрочный отпуск, а 22 апреля 1846 года уволен в отставку в чине подполковника с мундиром и пенсией. В 1848 году вновь поступил на службу в Московский комиссариат. В 1851 году произведен в полковники и переведен в Московскую провиантскую комиссию.
В 1856 году он был вновь назначен членом Московской провиантской комиссии, а в 1857 году назначен членом следственной комиссии по делу о злоупотреблениях по хозяйственной части во время Крымской войны. В 1858 году он был снова отчислен от провиантского штата, а в 1859 году вновь туда определен.
В 1860 году произведен в генерал-майоры и причислен к министерству внутренних дел, а в 1863 году командирован в распоряжение Московского генерал-губернатора. В 1877 году произведен в генерал-лейтенанты, с зачислением в запасные войска. Скончался 21 ноября 1893 года.